# Szöllősi Zoltán
Szöllősi Zoltán (Jánoshalma, 1945. március 6. – Budapest, 2018. március 21.) József Attila-díjas (2001) magyar költő, műfordító.

## Életpályája
Szülei: Szöllősi Mihály és Sinkovics Ilona voltak. 1963-ban érettségizett. 1963–1965 között Izsákon a művelődési ház vezetője volt. 1965–1967 között csillesként és figuránsként dolgozott. 1967–1970 között az Athenaeum Nyomdában gép mellett dolgozott nyomdai segédmunkásként. 1969-től publikált. 1971–1975 között a Nyírségben oktatott. 1975–1977 között Budapesten a Posta Központi Hírlapirodájában dolgozott. 1977–1983 között szabadfoglalkozású író volt. 1983–1986 között a Vigilia főszerkesztő-helyettese volt. 1986-tól rokkantnyugdíjas volt.
Műveiben leginkább küzdelmes ifjúságának tapasztalatait írta meg. Költői nyelve fegyelmezett volt, a tárgyi világ leírásával fejezte ki közérzetét.

## Művei
- Csontkorall (versek, 1974)
- Vacsora jégen (versek, 1978)
- Égitető (versek, 1983)
- Ballada Boldogasszonyhoz (versek, 1988)
- Hónak kéne esni. Agócs Sándor, Szöllősi Zoltán, Újházy László versei; bev. Pozsgay Imre, tan. Vasy Géza; Széphalom Könyvműhely, Bp., 1990 (Jánoshalmi füzetek)
- Megyek haza (versek, 1998)
- Nem látlak benneteket (versek, 2000)
- Angyal lépked föld fele (2004)
- Fölöttem a tenger. Összegyűjtött versek; Könyvműhely–Nemzeti Kultúráért és Irodalomért Alapítvány, Bp., 2014

## Műfordításai
- Nyolcvan gyertya. Kazáni tatár népköltészet; ford., utószó Szöllősi Zoltán; Antológia, Lakitelek, 1994

## Díjai
- Móricz Zsigmond-ösztöndíj (1976)
- Kölcsey-díj (1995)
- Ratkó József-díj (1996)
- Arany János-jutalom (1998)
- József Attila-díj (2001)
- Balkány díszpolgára (2014)
- Magyar Arany Érdemkereszt (2015)